# Telimena (Pan Tadeusz)

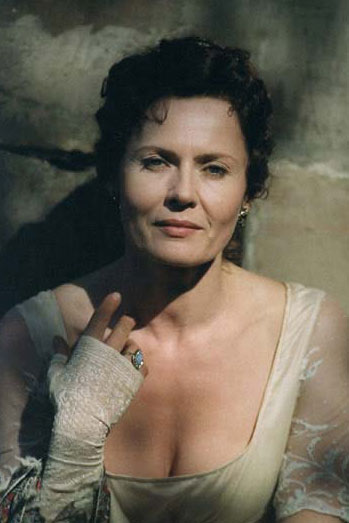
Grażyna Szapołowska, odtwórczyni roli Telimeny w filmie Pan Tadeusz w reżyserii Andrzeja Wajdy.

Telimena – jedna z bohaterek Pana Tadeusza, epopei Adama Mickiewicza, daleka krewna Sędziego, opiekunka Zosi, typ damy modnej, polującej na męża. Kokietuje Tadeusza, Hrabiego i Asesora, zaręcza się z Rejentem. Zwraca uwagę urodą i zbyt wykwintnym jak na wiejski dwór ubiorem oraz zachowaniem. To kobieta dojrzała o kruczych włosach, czarnych oczach, bladej cerze. 
Mieszkała w Petersburgu i chełpi się swą znajomością Rosji oraz jej wielkopańskich stosunków. Wyzuta z uczuć patriotycznych, ceni to, co zagraniczne, nie widzi nic złego w robieniu kariery u Rosjan. Potrafi prowadzić rozmowę o literaturze, malarstwie, rzeźbie, muzyce i tańcu jak typowa salonowa lwica. Ceni wyłącznie sztukę obcą (literaturę francuską, malarstwo włoskie), jej upodobania estetyczne pokrywają się z gustami Hrabiego. Wciąż pozuje, by osiągnąć swój cel. Nie jest to jednak postać negatywna, raczej komiczna. 
Telimena szczerze kocha Zosię, pragnie jej dobra. Nie chce również, by Tadeusz robił sobie krzywdę, choć ją oszukał i porzucił. Mimo zranienia, upokorzenia i zazdrości, wielkodusznie godzi się na ślub Tadeusza i Zosi. 
Stylizuje się na osobę eteryczną, idealistkę, w gruncie rzeczy jednak nie chodzi jej o zdobycie poetycznego kochanka, ale męża.

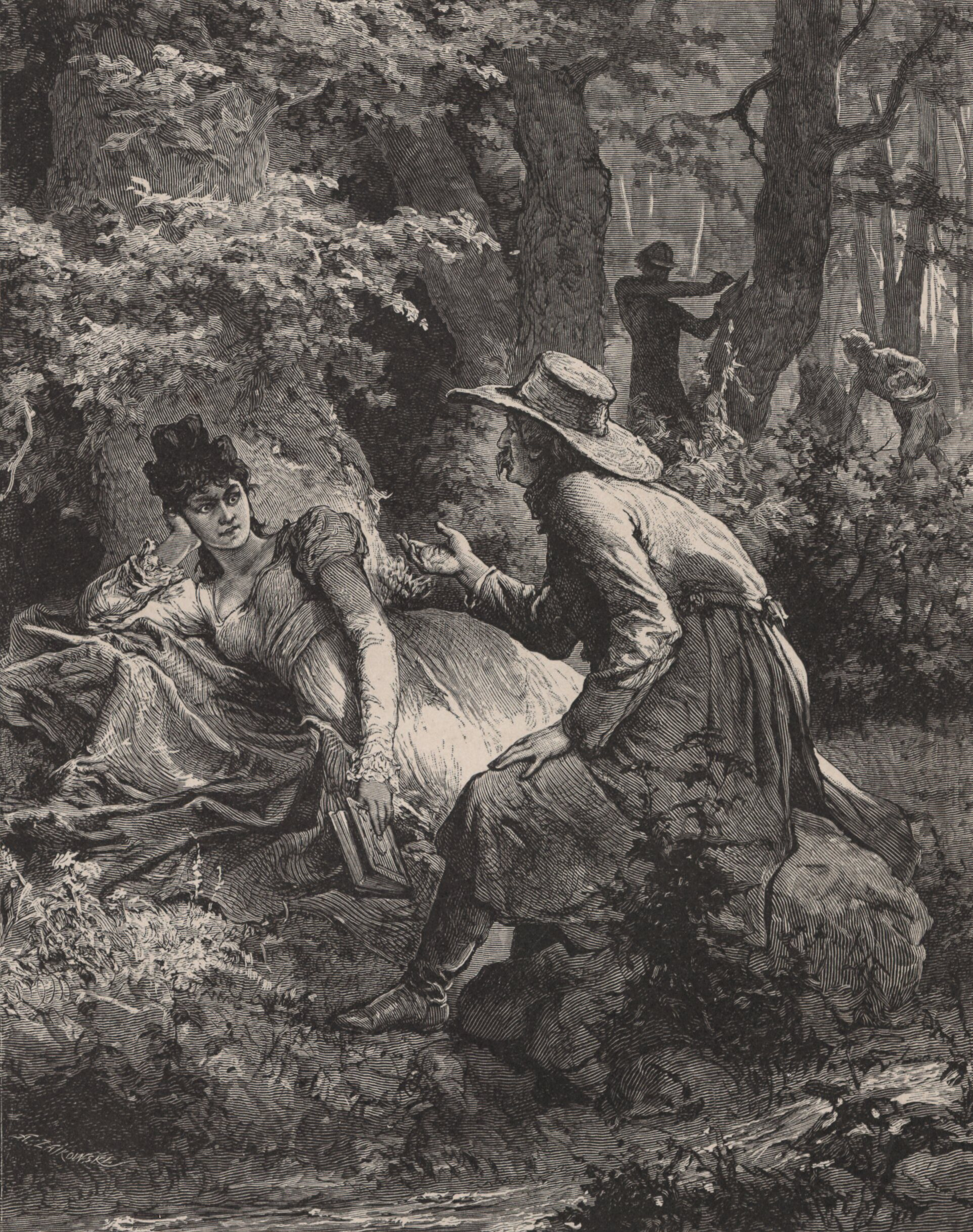
Telimena na ilustracji Andriollego do 3. księgi Pana Tadeusza
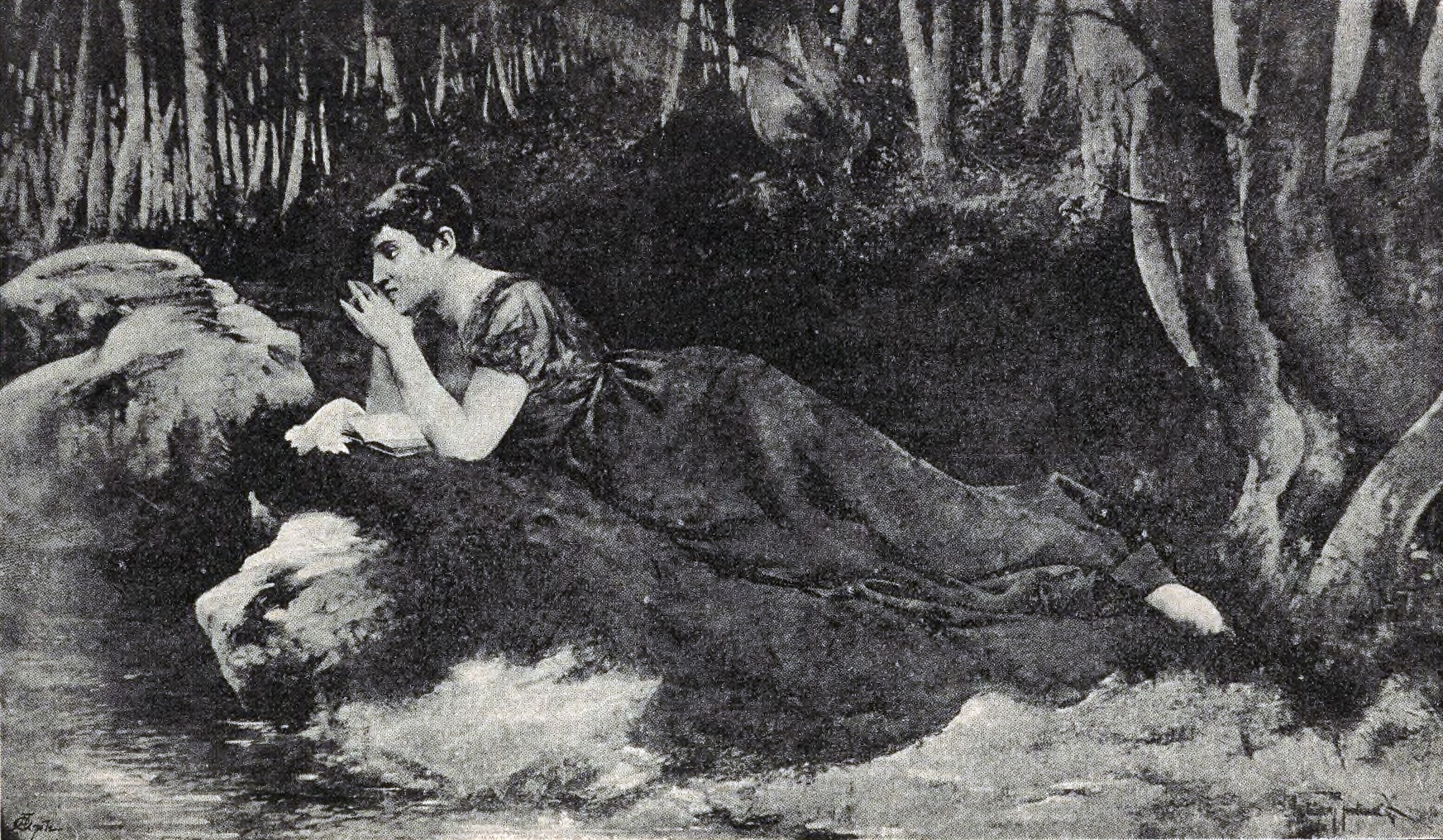
Telimena na ilustracji Apolinarego Kotowicza